# 堅擬八角魚
堅擬八角魚，為輻鰭魚綱鮋形目杜父魚亞目八角魚科的其中一種，為亞熱帶海水魚，分布於中太平洋東部，從美國加州中部至墨西哥下加利福尼亞半島海域，棲息深度42-91公尺，體長可達19公分，棲息在軟底質底層水域，生活習性不明。